# Sami Sandell
Sami Sandell, född 1 mars 1987 i Nokia i Finland, är en finländsk ishockeyspelare som spelar för Ilves i FM-ligan sedan säsongen 2013/2014. Han har tidigare spelat för IF Troja-Ljungby i HockeyAllsvenskan och Luleå HF i Elitserien. Han spelar forward med nummer 42.

## Karriär
Sami Sandell började spela ishockey i Ilves. Han prövade sedan på att spela i WHL med laget Brandon Wheat Kings i 2 säsonger. Han återvände sedan till Ilves säsongen 2006-2007 och stannade där till 2008-2009 då han bytte till Blues mitt i säsongen. Han stannade där säsongen ut och säsongen 2009-2010 spelade han med LeKi och även en match med Ilves och blev även den säsongen värvad till IF Troja-Ljungby. Sista säsongen i IF Troja-Ljungby 2010-2011 gjorde Sandell 47p på 47 matcher.
Den 12 april 2011 skrev Sandell kontrakt med Luleå HF för 2 år.

## Spelstil
Sandell är en ytterforward med bra händer och som har en snabb skridskoåkning. Han har en bra attityd och är en pålitlig målskytt. Jobbar hårt efter sargerna och vinner puckar över hela banan. Sandell är en tvåvägsspelare. Han kan förbättra sitt skott.

## Klubbar
- Ilves 2003 - 2004 Jr. B SM-sarja
- Brandon Wheat Kings 2004 - 2006 WHL
- Ilves 2006 - 2009 FM-ligan, Jr. A SM-liiga
- Blues 2008 - 2009 FM-ligan
- LeKi 2009 - 2010 Finland2
- Ilves 2009 - 2010 FM-ligan
- IF Troja-Ljungby 2009 - 2011 Allsvenskan
- Luleå HF 2011 – 2013 Elitserien
- Ilves 2013 - FM-ligan